# Бурозубки
Бурозубки (лат. Sorex) — род млекопитающих подсемейства бурозубочьи семейства землеройковые. Преимущественно мелкие животные. Основу очень обильного питания составляют беспозвоночные (насекомые, паукообразные, дождевые черви). Небольшую долю в рационе занимают растительные корма и мелкие позвоночные животные, особенно земноводные. Встречаются в лесах умеренного пояса, тайге Европы, Азии и Северной Америки. В мировой фауне около 70 видов. Род выделяют в самостоятельную трибу Soricini. В фауне России насчитывается 17 видов.
В ископаемом состоянии известны начиная с верхнего эоцена.

## Описание
Длина тела 5—8 см, длина хвоста 6,5 см, вес 4—16 грамм. Как и у других землероек, мордочка бурозубки сильно вытянута и напоминает хоботок
Питаются насекомыми, паукообразными и моллюсками, съедая за сутки до 10 г корма.
Бурозубки строят гнёзда из стебельков и корешков, пол выстилают мхом. Гнёзда располагаются в почве, старых пнях или покинутых мышиных норах.
Размножаться бурозубки начинают в марте и продолжают в течение всего тёплого периода. За год они могут дать несколько помётов, в каждом из которых по 7—8 детёнышей. В возрасте одного месяца бурозубки начинают охотиться.
Продолжительность жизни бурозубки не более 15—18 месяцев.

## Польза и вред
Бурозубки — чрезвычайно полезные для человека животные. Поедая вредоносных насекомых, они охраняют посадки на огородах и продукты в домах; Также они постоянно роют землю, способствуя улучшению почвы. Вреда от самих бурозубок практически нет, правда они забираются в ульи, чтобы добыть пчёл, но делают это не часто.

## Систематика рода и виды
Единой систематики рода нет. Здесь приведена схема из третьей ревизии Mammal Species of the World. Согласно этой схеме род включает в себя три подрода и несколько видов неясного положения. Всего в роду порядка 70 видов.

### Виды неясного положения
Русские названия приведены по словарю:
- Sorex arizonae — Аризонская бурозубка
- Sorex emarginatus — Закатекская бурозубка[3]
- Sorex merriami — Бурозубка Мерриама
- Sorex minutissimus — Крошечная бурозубка
- Sorex planiceps — Кашмирская бурозубка
- Sorex saussurei — Бурозубка Соссюра
- Sorex sclateri — Бурозубка Склатера
- Sorex stizodon — Сан-кристобальская бурозубка
- Sorex thibetanus — Тибетская бурозубка[3]
- Sorex trowbridgii — Бурозубка Троубриджа
- Sorex ventralis — Каштановобрюхая бурозубка[3]
- Sorex veraecrucis
- Sorex yukonicus

### Подрод Sorex
- Sorex alpinus — Альпийская бурозубка
- Sorex antinorii
- Sorex araneus — Обыкновенная бурозубка
- Sorex arcticus — Арктическая бурозубка
- Sorex arunchi
- Sorex asper — Тянь-шаньская бурозубка
- Sorex averini

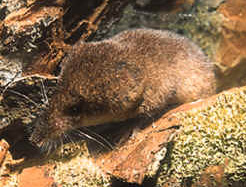
Альпийская бурозубка (Sorex alpinus)

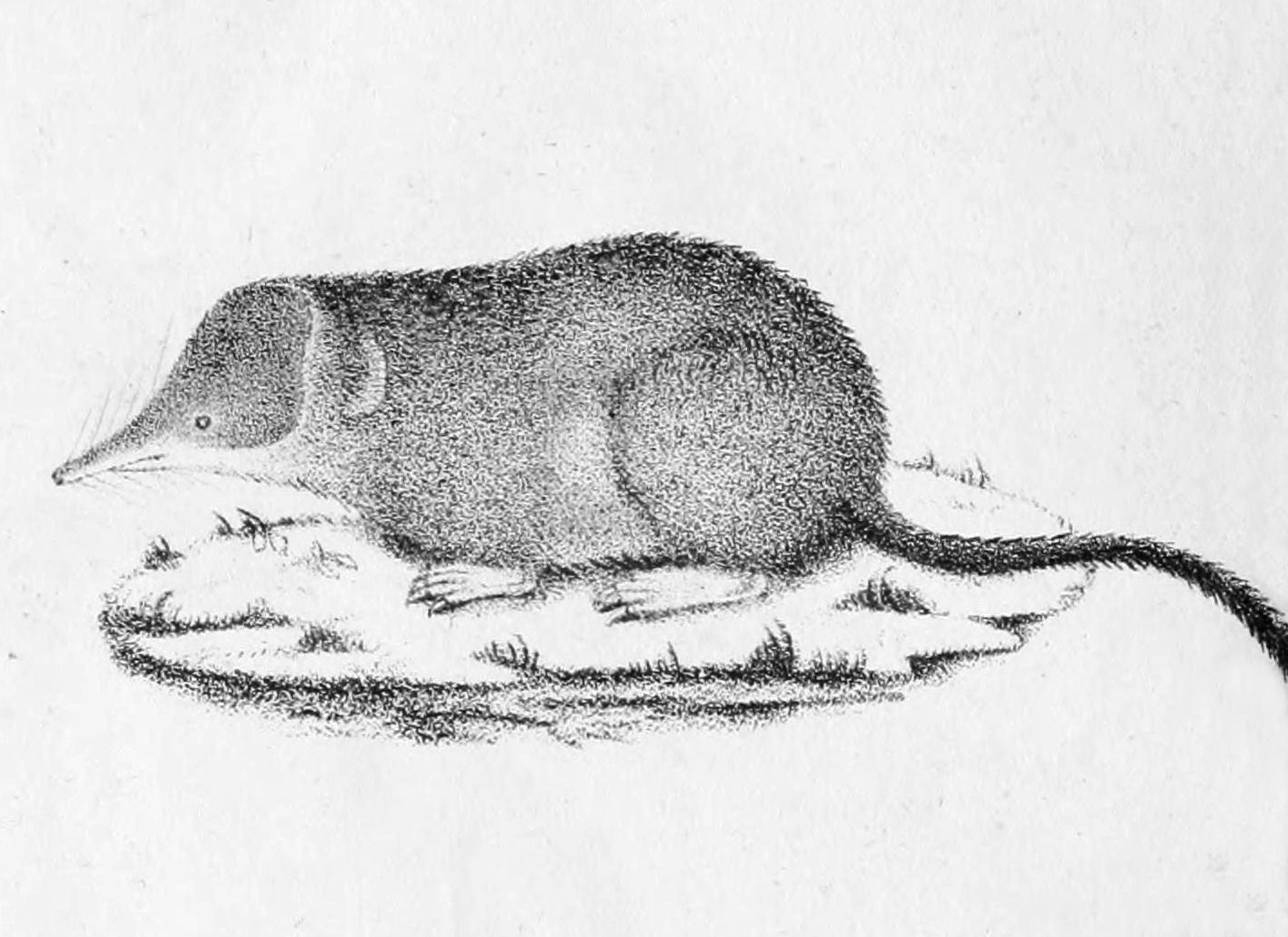
Sorex coronatus

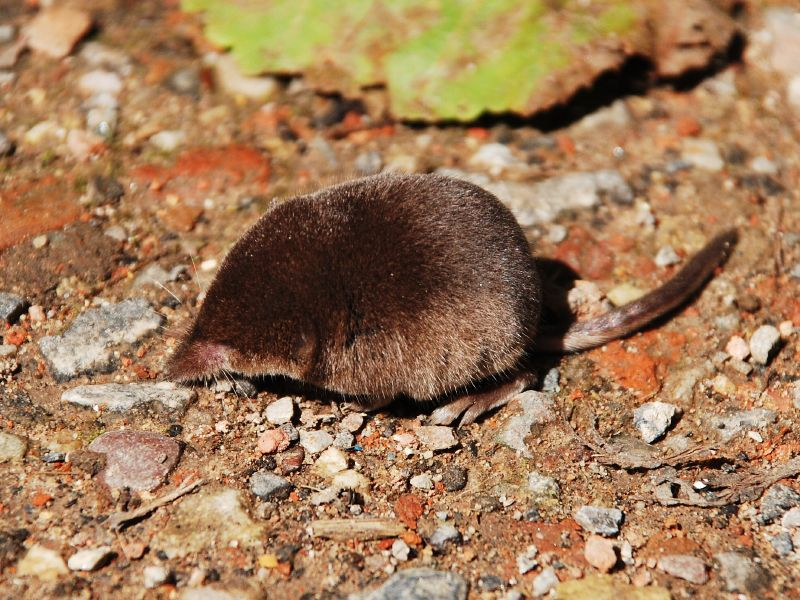
Малая бурозубка (Sorex minutus)

- Sorex bedfordiae — Бурозубка Бедфорда, или малая полосатая бурозубка[3]
- Sorex buchariensis — Бухарская бурозубка
- Sorex caecutiens — Средняя бурозубка
- Sorex cansulus — Ганьсуйская бурозубка[3]
- Sorex coronatus — Коронованная бурозубка[3]
- Sorex cylindricauda — Полосатоспинная бурозубка, или темнополосая бурозубка[3]
- Sorex daphaenodon — Крупнозубая бурозубка
- Sorex excelsus — Юньнаньская бурозубка[3]
- Sorex gracillimus — Дальневосточная бурозубка, или тонконосая бурозубка[3]
- Sorex granarius — Пиренейская бурозубка, или иберийская бурозубка[3]
- Sorex hosonoi — Бурозубка Азуми
- Sorex isodon — Равнозубая бурозубка
- Sorex kozlovi — Бурозубка Козлова[3]
- Sorex maritimensis
- Sorex minutus — Малая бурозубка
- Sorex raddei — Бурозубка Радде
- Sorex roboratus — Плоскочерепная бурозубка[3]
- Sorex samniticus — Итальянская бурозубка, или апеннинская бурозубка[3]
- Sorex satunini — Кавказская бурозубка[3]
- Sorex shinto — Японская бурозубка
- Sorex sinalis — Китайская бурозубка[3]
- Sorex tundrensis — Тундровая бурозубка, или тундряная бурозубка[3]
- Sorex unguiculatus — Когтистая бурозубка
- Sorex volnuchini — Кавказская малая бурозубка, или бурозубка Волнухина[3]

### Подрод Ognevia
- Sorex mirabilis — Гигантская бурозубка

### Подрод Otisorex
- Sorex alaskanus — Аляскинская бурозубка
- Sorex bairdi — Бурозубка Байрда
- Sorex bendirii
- Sorex camtschatica — Камчатская бурозубка[3]
- Sorex cinereus — Масковая бурозубка[3]
- Sorex dispar — Длиннохвостая бурозубка
- Sorex fumeus — Дымчатая бурозубка
- Sorex gaspensis — Бурозубка Гаспе, или гаспская бурозубка[3]
- Sorex haydeni — Прерийная бурозубка[3]
- Sorex hoyi — Бурозубка-крошка[3]
- Sorex jacksoni — Бурозубка Джексона
- Sorex leucogaster — Парамуширская бурозубка[3]
- Sorex longirostris — Длинномордая бурозубка, или длинноносая бурозубка[3]
- Sorex lyelli — Лайельская бурозубка[3]
- Sorex macrodon — Большезубая бурозубка

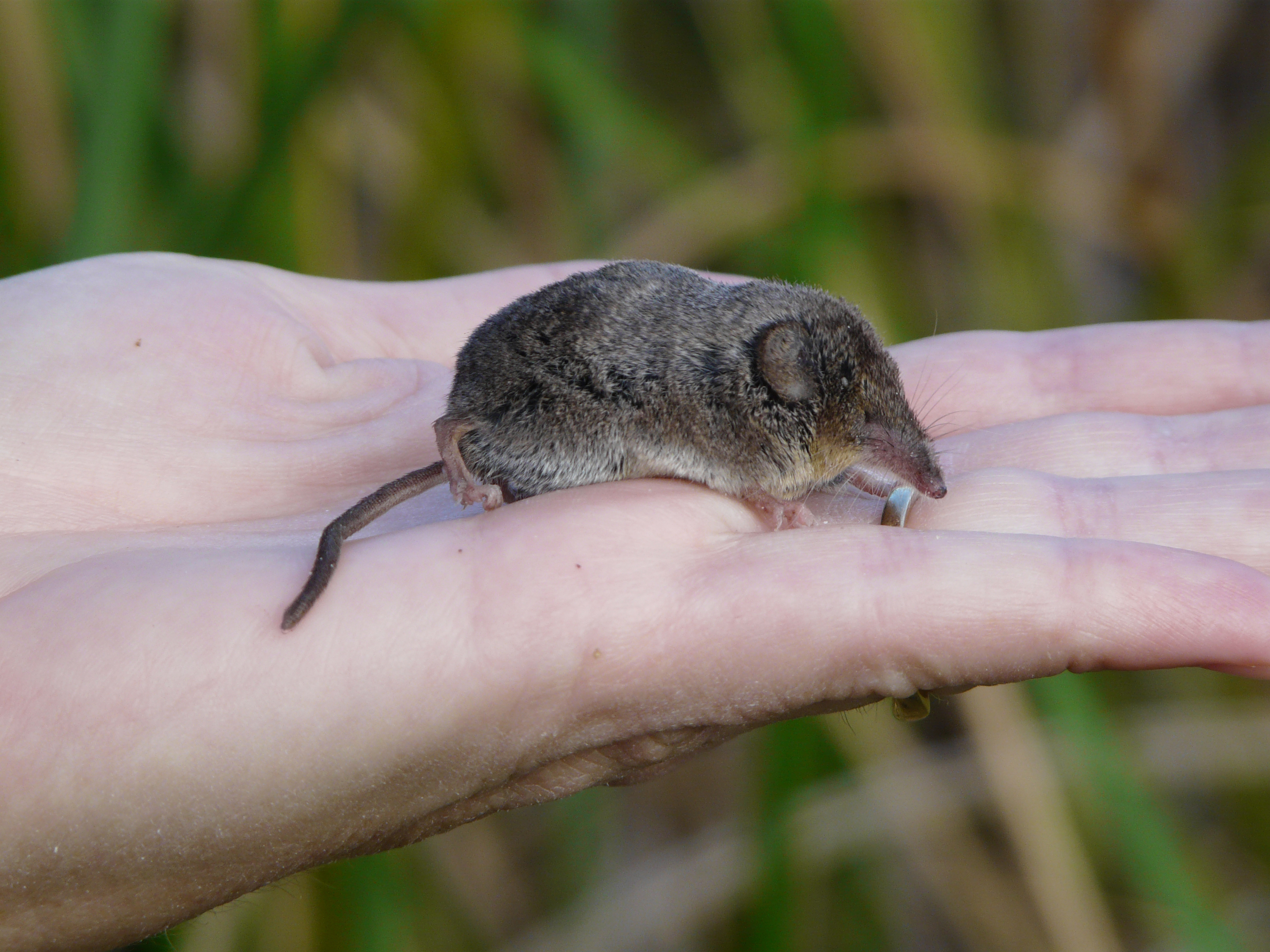
Украшенная бурозубка (Sorex ornatus)

- Sorex milleri — Северомексиканская бурозубка
- Sorex monticolus — Горная бурозубка[3]
- Sorex nanus — Карликовая бурозубка
- Sorex neomexicanus
- Sorex oreopolu — Мексиканская длиннохвостая бурозубкаs
- Sorex orizabae
- Sorex ornatus — Украшенная бурозубка
- Sorex pacificus — Тихоокеанская бурозубка[3]
- Sorex palustris — Болотная бурозубка, или водяная бурозубка[3]
- Sorex portenkoi — Берингийская бурозубка
- Sorex preblei — Орегонская бурозубка
- Sorex pribilofensis — Прибыловская бурозубка
- Sorex sonomae — Туманная бурозубка[3]
- Sorex tenellus — Иниосская бурозубка
- Sorex ugyunak — Ледниковая бурозубка[3]
- Sorex vagrans — Бродячая бурозубка, или странствующая бурозубка[3]
- Sorex veraepacis — Верапазская бурозубка

## В культуре
- Рассказ о бурозубке безуспешно пытается закончить учёный в фильме Евгения Юфита 1991 года «Папа, умер Дед Мороз».
- Мистер Биг из «Зверополиса» — арктическая бурозубка.
- Бурозубка Волнухина является главной героиней мультфильма Little Shrew, поставленного английской певицей Кейт Буш и вышедшего в 2024 году; мультфильм снят в поддержку детей, пострадавших от войн[4][5].